# Polygonia tibetana
Polygonia tibetana är en fjärilsart som beskrevs av Henry John Elwes 1888. Polygonia tibetana ingår i släktet Polygonia och familjen praktfjärilar. Inga underarter finns listade i Catalogue of Life.